# آلتن
آلتن (به هلندی: Aalten) (تلفظ در هلندی: [ˈaːltə(n)] ) یک سکونت‌گاه مسکونی در هلند با جمعیت ۲۷٬۵۹۳ نفر است که در خلدرلاند واقع شده است.

## نگارخانه

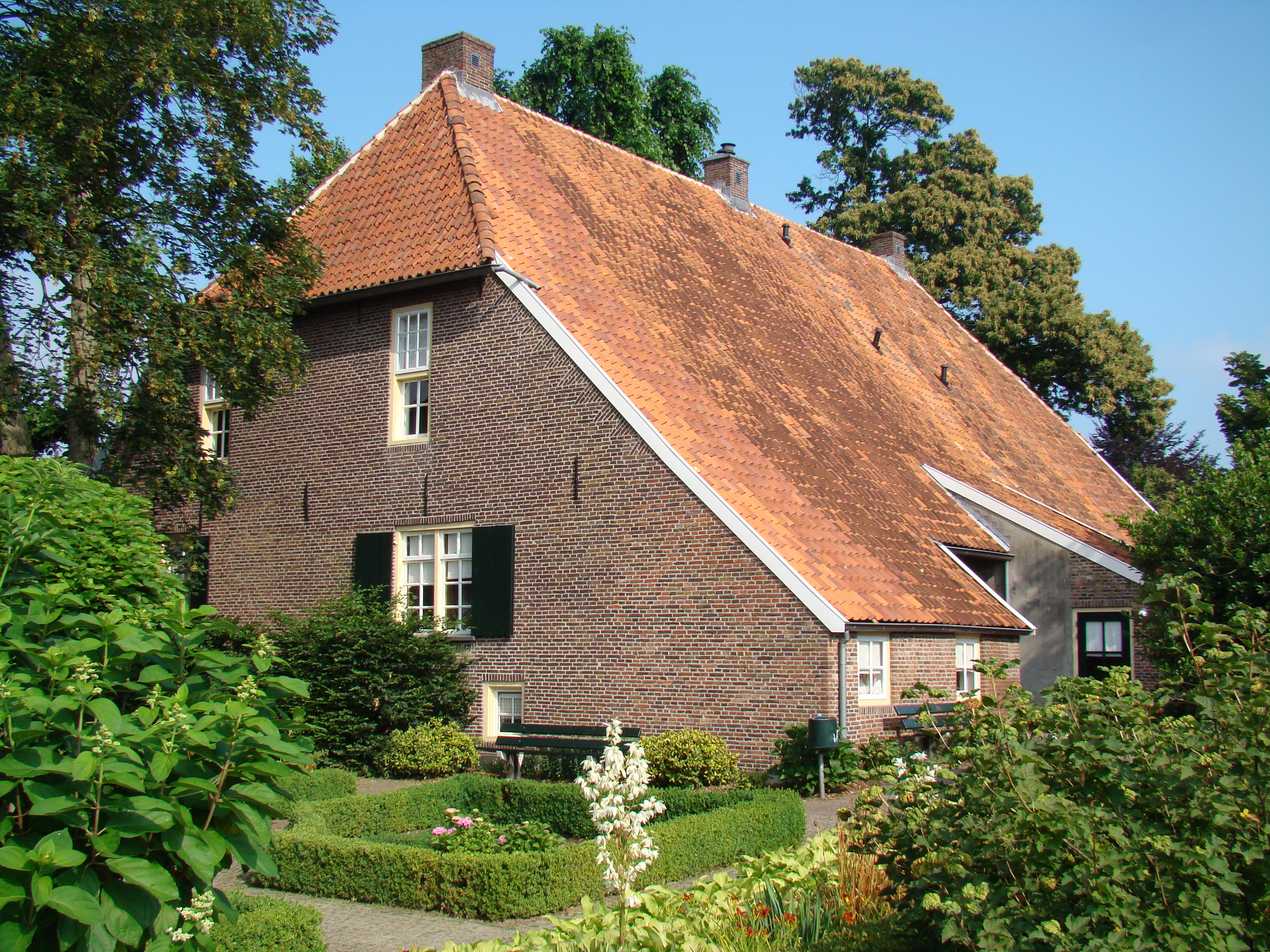
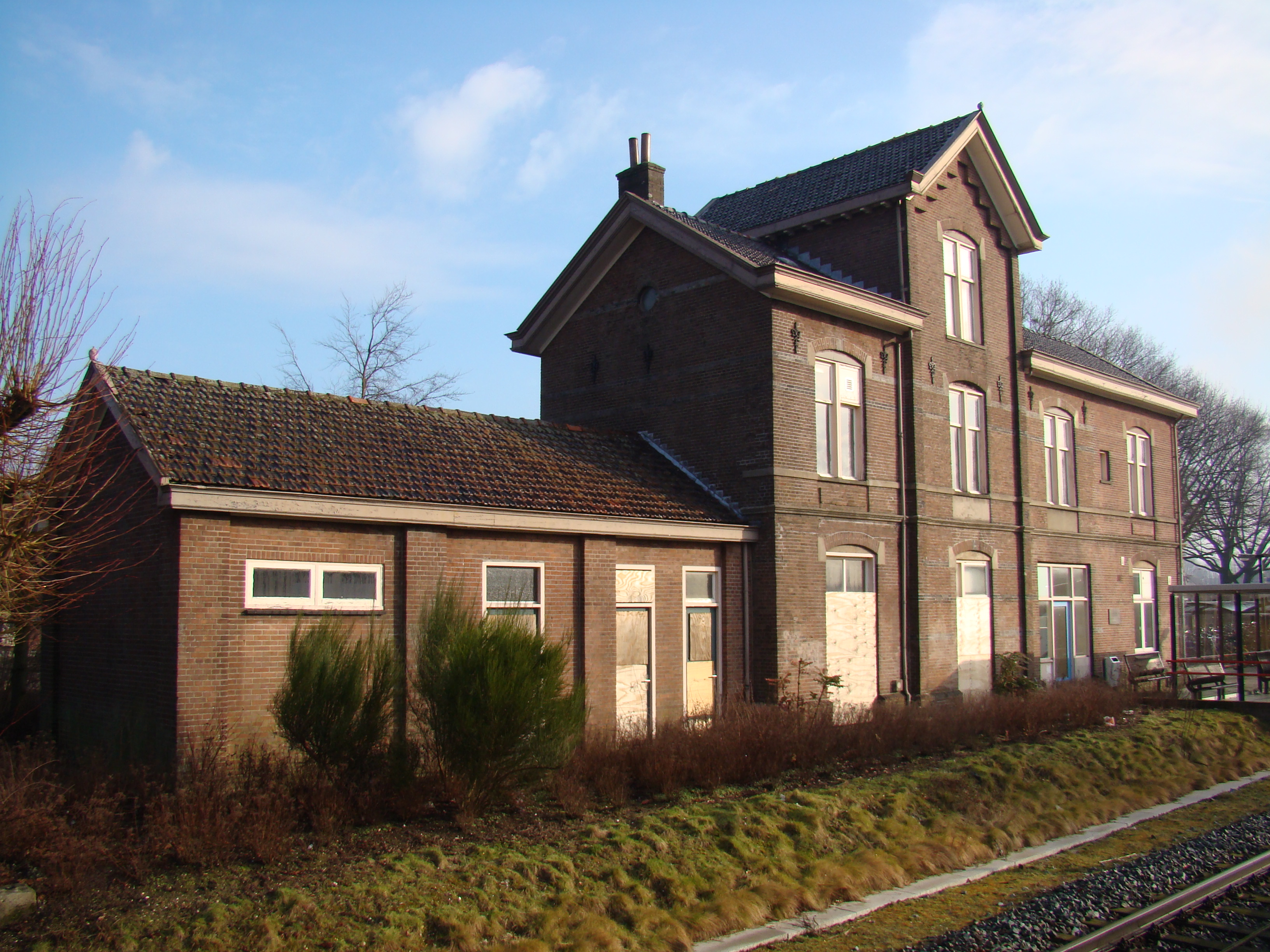
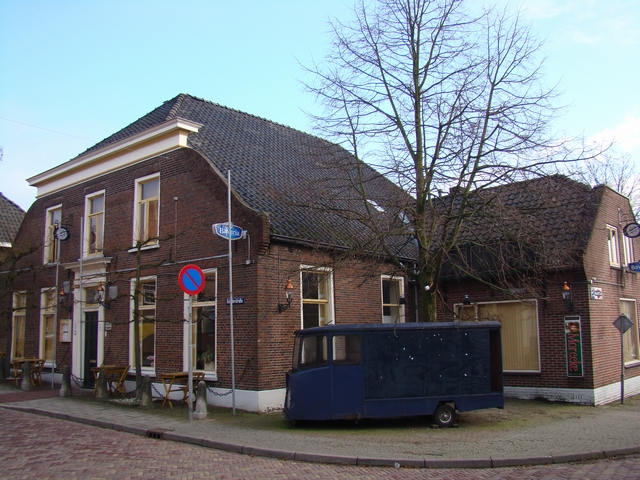